# إيزيدور
ايزيدور ( /ˈɪzɪˌdɔːr/ ؛ (بالإغريقية: Ἰσίδωρος ὁ Χαρακηνός)‏، Isídōros o Charakēnós)؛ (باللاتينية: Isidorus Characenus)‏ جغرافي يوناني روماني عاش في القرن الأول قبل الميلاد والقرن الأول بعد الميلاد وكان مواطنًا في الإمبراطورية البارثية، لا يعرف عنه شيئ سوى اسمه وأنه كتب عملاً واحداً على الأقل.

## الاسم
وفقًا لـ (شوف) وهو محرر ومترجم إيزيدور، فإن اسمه يشير إلى أنه من مدينة خاراكس في مملكة ميسان، التي تقع على الطرف الشمالي للخليج العربي الحديث. ومع ذلك فإن كلمة خاراكس اليونانية تعني "حاجز" وقد وجدت العديد من المدن المحصنة التي تحمل هذا الاسم.

## المحطات البارثية
أشهر مؤلفات إيزيدور هو (المحطات البارثية)، وهو دليل لخط سير طريق التجارة البرية من أنطاكية إلى الهند على طول محطات القوافل التي تقع ضمن أراضي الإمبراطورية الفرثية، يبدو أن إيزيدور قد قاس المسافات بوحدة شويني (وحدة طول ومساحة مصرية ويونانية ورومانية قديمة تعتمد على الحبال المعقدة ) للقيم المتنازع عليها. ونظرًا لأن إيزيدور يذكر انتفاضة تيريدات الثاني [الإنجليزية] ضد فراتس الرابع والتي حدثت في العام 26 قبل الميلاد، لذا من المرجح أن إيزيدور قد ألف كتابه بعد تلك الفترة.